# Parasiccia maculata
Parasiccia maculata är en fjärilsart som beskrevs av Gustave Arthur Poujade 1886. Parasiccia maculata ingår i släktet Parasiccia och familjen björnspinnare. Inga underarter finns listade i Catalogue of Life.